# Victor Adibe Chikwe
Victor Adibe Chikwe (* 24. Juni 1938 in Eziala Ihitte, Ezinihitte-Mbaise, Imo, Nigeria; † 16. September 2010) war römisch-katholischer Bischof von Ahiara.

## Leben
Victor Chikwe besuchte von 1947 bis 1953 die St. Rose's Catholic School in Ihitte und von 1954 bis 1956 das St. Peter Claver Junior Seminary in Okpala. 1960 trat er in das Priesterseminar Bigard Memorial Seminary Major in Enugu ein und studierte Philosophie und Theologie. Chikwe empfing am 17. April 1966 die Priesterweihe in Emekuku, Owerri, und wurde in das Erzbistum Owerri inkardiniert. Von 1976 bis 1979 absolvierte er ein Promotionsstudium des kanonischen Rechts an der Päpstlichen Universität Urbaniana in Rom. 1979/80 absolvierte er ein Nachdiplomstudium der Pädagogik an der University of London. 
Papst Johannes Paul II. ernannte ihn am 18. November 1987 zum ersten Bischof des neugegründeten Bistums Ahiara. Johannes Paul II. spendete ihm am 6. Januar 1988 selbst die Bischofsweihe; Mitkonsekratoren waren die Kurienerzbischöfe Eduardo Martínez Somalo und Giovanni Battista Re.
Chikwe war Mitglied der Bischofskonferenz in Nigeria. Er war Präsident der Association of Episcopal Conferences of Anglophone West Africa (AECAWA) innerhalb des Symposiums der Bischofskonferenzen von Afrika und Madagaskar.
Victor Adibe Chikwe verstarb im Bischofsamt.